# 새기노밸리 주립 대학교
새기노밸리 주립 대학교(Saginaw Valley State University, SVSU)는 새기노군 미시간주 유니버시티센터에 위치한 공립 대학이다. 1963년에 새기노밸리 칼리지(Saginaw Valley College)라는 교명으로 설립되었다. 다운타운 새기노에서 북쪽으로 약 8.9킬로미터 떨어진 코치빌 타운십에서 303헥타르 면적에 위치해 있다.